# Reserva natural del Surinam central
La Reserva Natural de Surinam Central va ser creat el 1998 per Conservació Internacional i el Govern de Surinam. Va ser designat Patrimoni de la Humanitat el 2000 pels seus ecosistemes de selva tropical primària, i conté 16.000 km² tant de muntanyes com de terres baixes del bosc tropical primari, incloent part de terres altres de la Guaiana.
Algunes de les característiques més destacades de la reserva natural són les diverses cúpules de granit aixecats, que s'eleven per sobre de la selva circumdant. Superfícies esterils de granit de color fosc exposats a l'impacte del sol creen així un biòtop per a xeròfits única que inclou també espècies de plantes endèmiques. El granit més conegut és el munt Voltzberg de 245 m d'altitud.
Altres atraccions inclouen el Julianatop (1.230 m), la muntanya més alta de Surinam, el Tafelberg (1026 metres), el Van Stockum Berg (360 m), Duivelsei (Ou del diable), una roca, aparentment en equilibri sobre la vora d'una muntanya.